# راكيش سينغ
راكيش سينغ (بالهندية: राकेश सिंह)‏ (بالإنجليزية: Rakesh Singh)‏ هو سياسي هندي، ولد في 4 يونيو 1962 في فاراناسي في الهند. حزبياً، نشط في بهاراتيا جاناتا. وقد انتخب عضو لوك سابها السادسة عشر ‏ عن دائرة Jabalpur Lok Sabha constituency ‏ وقد انضم خلال فترته النيابية ‏ للكتلة البرلمانية بهاراتيا جاناتا وانتخب عضو لوك سابها ‏.